# Melica decipiens
Melica decipiens är en gräsart som beskrevs av José Aristida Alfredo Caro. Melica decipiens ingår i släktet slokar, och familjen gräs. Inga underarter finns listade i Catalogue of Life.